# پشت در سبز
پشت درِ سبز (انگلیسی: Behind the Green Door) یک فیلم بلند پورنو به کارگردانی برادران میچل محصول سال ۱۹۷۲ است. فیلم از پورن‌های کلاسیک و از نمونه‌ای‌ترین آثار عصر طلایی پورن برشمرده می‌شود. مریلین چیمبرز با بازی در این فیلم به ستاره‌ای پول‌ساز بدل شد. پشت درِ سبز همچنین از نخستین فیلم‌های پورنونگاری بود که به شکل گسترده در آمریکا منتشر شد و احتمالاً اولین فیلم بلند آمریکایی است که از صحنه‌های سکس قومیتی بهره گرفته‌است.